# Pretare
Pretare is een plaats (frazione) in de Italiaanse gemeente Arquata del Tronto, provincie Ascoli Piceno.

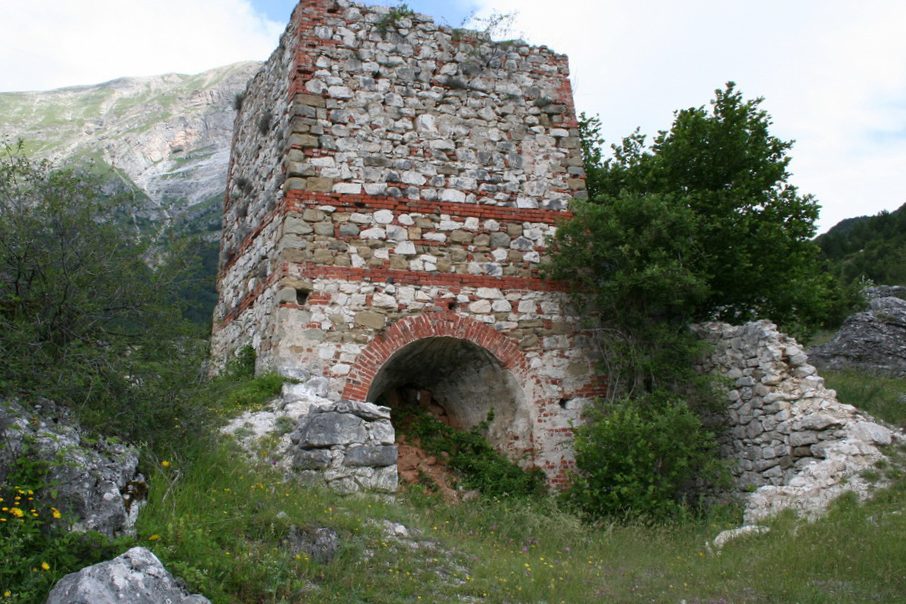
Fornace